# Яматотакада
Яматотакада (яп. 大和高田市 Яматотакада-си) — город в Японии, находящийся в префектуре Нара. Площадь города составляет 16,49 км², население — 65 707 человек (1 августа 2014), плотность населения — 3984,66 чел./км².

## Географическое положение
Город расположен на острове Хонсю в префектуре Нара региона Кинки. С ним граничат города Касихара, Госе, Касиба, Кацураги и посёлок Корё.

## Население
Население города составляет 65 707 человек (1 августа 2014), а плотность — 3984,66 чел./км². Изменение численности населения с 1980 по 2005 годы:
| 1980 | 61 711 чел. |  |
| 1985 | 65 223 чел. |  |
| 1990 | 68 237 чел. |  |
| 1995 | 73 806 чел. |  |
| 2000 | 73 668 чел. |  |
| 2005 | 70 800 чел. |  |

## Символика
Деревом города считается камелия сасанква, цветком — космея.